# Viliam Záborský
Viliam Záborský (9. října 1920, Vráble, Československo – 5. února 1982, Praha) byl slovenský herec, pedagog a recitátor.

## Stručný životopis
V roce 1938 už jako student bratislavského gymnázia získal 2. cenu v celostátní recitační soutěži. Po maturitě se v roce 1940 vydal studovat na Filosofickou fakultu bratislavské Univerzity Komenského a současně na Hudební a dramatické akademii. Od roku 1940 byl členem činohry Slovenského národního divadla. Výrazným způsobem se podílel na vytváření profilu první slovenské divadelní scény. Byl také vynikající recitátor - jeden ze zakladatelů slovenského recitačního umění. Recitoval na mnoha recitátorských festivalech (Hviezdoslavův Kubín, Neumannovy Poděbrady), v rozhlase i v televizi. V televizních inscenacích vytvořil velké postavy např. v Hviezdoslavě Hájnikovej žene (1971).
V slovenském filmu však nedostal větší příležitost.

## Ocenění
- 1966 obdržel titul zasloužilý umělec
- 1973 byl jmenován národním umělcem

## Pedagogická činnost
- 1944-1950 učil na bratislavské konzervatoři
- 1950 učí i na Vysoké škole múzických umění
- 1952-1953 byl vedoucím katedry herectví na VŠMU
- 1963 získal akademický titul docent
- 1969 byl jmenován profesorem
- Od roku 1966 do roku 1972 byl také děkanem Činoherní a loutkoherecké fakulty VŠMU

## Filmografie
- 1948 Bílá tma (pedant)
- 1948 Vlčí jámy (partyzán François)
- 1949 Katka (referent osobního oddělení Jožko)
- 1950 Přehrada (farář)
- 1952 Mladá srdce (Ing. Barčík)
- 1953 Pole neorané (Magát)
- 1955 Čtverylka (Lálik)
- 1955 Žena z Vrchů (Ondrej Kedro)
- 1956 Čisté ruce (Molčan)
- 1957 Poslední čarodějnice (rychtář)
- 1957 Štyridsaťštyri (Jančiarik)
- 1959 Dům na rozcestí (Karol Kortan)
- 1959 Muž, který se nevrátil (Malatinský)
- 1960 Přerušená píseň (německý major)
- 1962-1963 Jánošík I.-II. (dráb Zubor)
- 1963 Ivanov (Borkin)
- 1965 Smrt přichází v dešti (Fojtík)
- 1967 Rok na vsi (M. Chvojka)
- 1977 Advokátka (dr. Grznár)
- 1977 Bludička (stavitel Zumbach)